# Purpurcapsula bayeri
Purpurcapsula bayeri là một loài ốc biển cỡ nhỏ, là động vật thân mềm chân bụng sống ở biển thuộc họ Triviidae.